# Harry Marcy Coudrey
Harry Marcy Coudrey (* 28. Februar 1867 in Brunswick, Missouri; † 5. Juli 1930 in Norfolk, Virginia) war ein US-amerikanischer Politiker. Zwischen 1906 und 1911 vertrat er den Bundesstaat Missouri im US-Repräsentantenhaus.

## Werdegang
Harry Coudrey besuchte die öffentlichen Schulen seiner Heimat und in St. Louis, wohin er im Jahr 1878 mit seinen Eltern gezogen war. In dieser Stadt besuchte er bis 1886 die Manual Training School. Anschließend arbeitete er in verschiedenen Branchen. Gleichzeitig begann er als Mitglied der Republikanischen Partei eine politische Laufbahn. Zwischen 1897 und 1899 gehörte er dem Stadtrat von St. Louis an.
Bei den Kongresswahlen des Jahres 1904 verlor er im zwölften Wahlbezirk von Missouri gegen Ernest E. Wood. Coudrey legte aber gegen den Ausgang der Wahl Widerspruch ein. Als diesem entsprochen wurde, konnte er am 23. Juni 1906 das Mandat von Wood übernehmen. Nach zwei Wiederwahlen konnte er bis zum 3. März 1911 im Kongress verbleiben. Im Jahr 1910 verzichtete Coudrey auf eine weitere Kandidatur. Nach seinem Ausscheiden aus dem US-Repräsentantenhaus zog er nach New York, wo er im Immobiliengeschäft und im Versicherungsgewerbe arbeitete. Außerdem war er im Verlagsgeschäft tätig. Er starb am 5. Juli 1930 in Norfolk.